# Dirk Hannemann
Dirk Hannemann (* 11. August 1970 in Dessau) ist ein ehemaliger deutscher Fußballspieler und jetziger Fußballtrainer.

## Sportliche Laufbahn
Mit dem Halleschen FC verpasste der gebürtige Dessauer Dirk Hannemann mit einem vierten Rang in der letzten Meisterschaftsrunde der Deutschen Demokratischen Republik 1990/91 die Qualifikation zur ersten gesamtdeutschen Bundesliga, qualifizierte sich wohl aber für die 2. Bundesliga sowie für den UEFA-Pokal 1991/92, in dessen erster Runde Hannemann am 1. Oktober 1991 im Rückspiel gegen Torpedo Moskau in der 63. Minute für Tom Persich eingewechselt wurde, Halle jedoch aus dem Wettbewerb ausschied. In der Zweitliga-Saison 1991/92 kam Hannemann dagegen nur zu neun Einsätzen in der zweithöchsten deutschen Spielklasse und stieg mit Halle in die Oberliga ab, woraufhin er zum Erstliga-Absteiger MSV Duisburg wechselte und mit diesem in die 1. Bundesliga aufstieg, jedoch ohne selbst zum Einsatz zu kommen.
1994/95 wechselte Hannemann zum Zweitligisten Hansa Rostock, wo er zwar mit drei Einsätzen Anteil am Aufstieg der Hanseaten in die erste Bundesliga hatte, sich letztlich aber nicht durchsetzen konnte und zur Rückrunde 1996 an den österreichischen Verein SV Ried ausgeliehen wurde.
Im Sommer 1996 schloss sich Hannemann für ein Jahr dem Regionalligisten Tennis Borussia Berlin an, ehe er über den FC Grün-Weiß Wolfen 1998 weiter zum 1. FC Magdeburg zog, mit dem er 2000/01 den Aufstieg in die Regionalliga erreichte, in welcher er 2001/02 fünf Tore in 30 Einsätzen für Magdeburg erzielte. Wegen des Lizenzentzugs des 1. FC Magdeburg wechselte Hannemann zur Folgesaison zum VfB Leipzig, dem er mit Ausnahme eine Gastspiels bei Preußen Magdeburg von Januar bis Juli 2003 bis zu dessen insolvenzbedingter Auflösung im Sommer 2004 treu blieb. Seit 2004 spielt Dirk Hannemann wieder bei Preußen Magdeburg in der Verbandsliga Sachsen-Anhalt und wird wahrscheinlich dort seine Karriere ausklingen lassen. Im Mai 2008 übernahm er bei Preußen Magdeburg das Traineramt von Wolfgang Steinbach und spielte künftig nur noch im Ausnahmefall für die erste Mannschaft, während sich Einsätze in der „Zweiten“ und bei den Alten Herren des Vereins häuften. Nach seiner Entlassung in der Endphase der Saison 2011/2012, wurde Hannemann im November 2012 Trainer beim Verbandsligisten SV Fortuna Magdeburg.